# Magdalena Kicińska

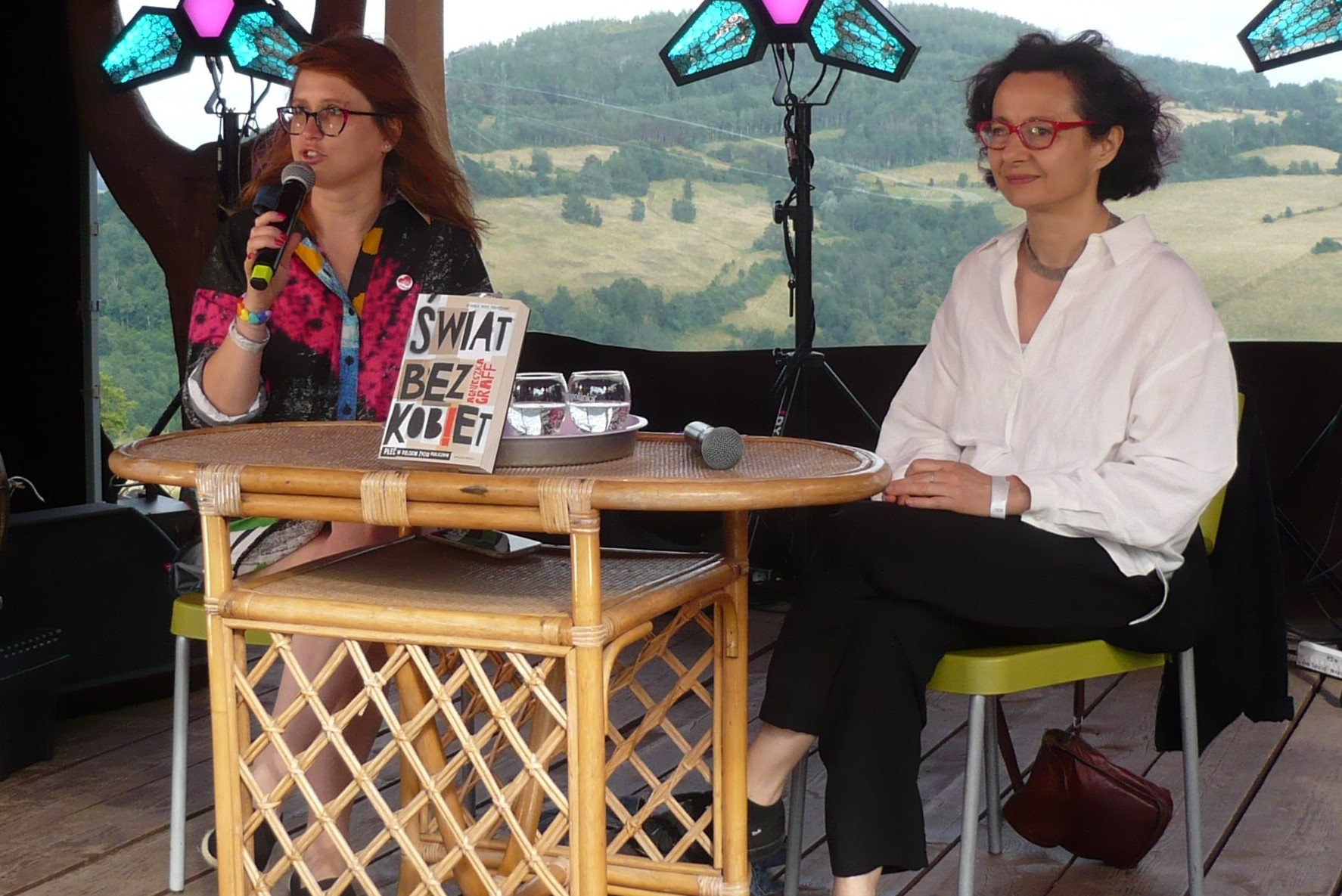
Magdalena Kicińska, Agnieszka Graff, VII Festiwal Góry Literatury, Włodowice, 2021

Magdalena Maria Kicińska (ur. 27 stycznia 1987 w Lublinie) – polska dziennikarka, pisarka i poetka. 

## Życiorys
Absolwentka Wydziału Dziennikarstwa i Nauk Politycznych Uniwersytetu Warszawskiego. 
Publikowała m.in. w Dużym Formacie, Polityce, Przekroju i Wysokich Obcasach. Jest autorką biografii Stefanii Wilczyńskiej Pani Stefa. Od stycznia 2019 roku do października 2024 roku redaktorka naczelna miesięcznika „Pismo”. W lutym 2019 ukazał się jej debiut poetycki Środki transportu. W 2022 roku została jurorką Poznańskiej Nagrody Literackiej. Mieszka w Warszawie.

## Książki
- Pani Stefa (Wydawnictwo Czarne, Wołowiec 2015)
- Teraz '43. Losy (Wydawnictwo Wielka Litera, Warszawa 2018) – z Marcinem Dziedzicem
- Środki transportu (Wydawnictwo Literackie, Kraków 2019)
- Dom w butelce. Rozmowy z Dorosłymi Dziećmi Alkoholików (Wydawnictwo Agora, Warszawa 2021) − z Agnieszką Jucewicz

antologie:
- Walka jest kobietą (Dom Wydawniczy PWN – Grupa Wydawnicza PWN, Warszawa 2014)
- Mur. 12 kawałków o Berlinie (Wydawnictwo Czarne, Wołowiec 2015)
- Obrażenia. Pobici z Polską (Wydawnictwo Wielka Litera, Warszawa 2016)

## Nagrody
Kicińska była nominowana do Nagrody Newsweeka im. Teresy Torańskiej 2013 w kategorii najlepszy materiał dziennikarski. W 2016 roku za biografię Pani Stefa otrzymała Nagrodę Literacką m.st. Warszawy w kategorii edycja warszawska oraz  Poznańską Nagrodę Literacką – Stypendium im. Stanisława Barańczaka 2016 dla młodego twórcy, a także nominację do Nagrody Conrada 2016. Otrzymała nagrodę Grand Press 2017 w kategorii najlepszy wywiad za rozmowę Bił mnie tylko w nocy. 